# Drugi carigradski sabor
Drugi carigradski sabor, odnosno Peti ekumenski sabor je crkvena sinoda održana u Konstantinopolu od 5. svibnja do 2. lipnja 553. a koju danas Katolička, Pravoslavna Crkva i dio zapadnih kršćanskih zajednica priznaju kao ekumenski sabor. 
Sazvao ga je bizantski car Justinijan I. Veliki u namjeri, da konačno razriješi teološke sporove koji su, po njegovom mišljenju, izazvali raskol s njegovim ne-kalcedonskim podanicima u istočnom dijelu Carstva, okupljenih u Crkve koje će kasnije biti poznate kao drevnoistočne. Justinijan je zaključio kako bi kompromis između kalcedonskih i ne-kalcedonskih kršćana mogao postići anatemom (zabranom) tzv. Tri poglavlja, odnosno djela kršćanskih teologa Teodora Mopsuestijskog, Teodorita Cirskog i Ibasa od Edese. Dio pravovjernih Kalcedonaca se tome protivio, smatrajući da bi osuda Tri poglavlja mogla dovesti u pitanje zaključke Kalcedonskog sabora. Među njih je pripadao i papa Vigilije. Njegovo odbijanje prihvaćanja Justinijanovoga stava, dovelo je do toga da ga se pozove u Konstantinopol, gdje se od 547. nalazio u kućnom pritvoru. Car je od Vigilija tražio da sazove sabor, ali je to odbio učiniti, smatrajući da će na njemu iz logističkih razloga dominirati istočni biskupi, te predložio da se on održi na Siciliji. Justinijan je, međutim, inzistirao na Konstantinopolu. Vigilije je stoga, koristeći razne izgovore, odbio prisustvovati kada je sabor sazvan. Papa je tek naknadno prihvatio osudu Tri poglavlja te je u veljači 554. pušten iz Konstantinopola, da se vrati u Rim.
Odluke Sabora nisu bile univerzalno prihvaćene među kršćanima. To se prvenstveno odnosilo na sjevernu Italiju, čiji su biskupi odbili osuditi Tri poglavlja i prestali prihvaćati papu kao svog poglavara. Tako je nastala tzv. Šizma Tri poglavlja koja će trajati do 698. godine.